# 加藤瑠偉
加藤 瑠偉（かとう るい、2002年2月10日 - ）は、日本の男性総合格闘家。宮城県出身。フリー。

## 来歴
16歳の時に総合格闘技を始め、地下格闘技やアマチュア大会で活躍。
2020年3月にDEEPフューチャーキングトーナメント2019のフライ級で優勝しプロデビュー。同年8月23日、プロデビューとなったDEEP 95 IMPACTで渋谷カズキと対戦し、1-2の判定負け。
2025年1月に開催された「BreakingDown14.5」で行われたBreakingDownとDEEPの対抗戦にDEEP代表選手として出場し、THE OUTSIDER出身の関谷勇次郎と1分3ラウンド58.0kg以下契約で対戦。2ラウンド目序盤に左ストレートで関谷の顎を捕らえ、KO勝利した。同年3月に開催された「BreakingDown15」で行われたBreakingDownとDEEPの対抗戦第2弾にもDEEP代表選手として出場し、としぞうと1分3ラウンド57.0kg以下契約で対戦。試合は延長ラウンドの末に判定5-0で勝利した。

## 戦績

### プロ総合格闘技
| 総合格闘技 戦績 | 総合格闘技 戦績 | 総合格闘技 戦績 | 総合格闘技 戦績 | 総合格闘技 戦績 | 総合格闘技 戦績 | 総合格闘技 戦績 |
| --------------- | --------------- | --------------- | --------------- | --------------- | --------------- | --------------- |
| 12 試合         | (T)KO           | 一本            | 判定            | その他          | 引き分け        | 無効試合        |
| 5 勝            | 2               | 0               | 3               | 0               | 0               | 0               |
| 7 敗            | 0               | 0               | 6               | 1               | 0               | 0               |

| 勝敗 | 対戦相手   | 試合結果              | 大会名                             | 開催年月日     |
| ○    | 青田武     | 5分2R終了 判定3-0     | DEEP TOKYO IMPACT 2024 6TH ROUND   | 2024年12月8日  |
| ×    | 渡邉龍太郎 | 5分2R終了 判定1-2     | DEEP TOKYO IMPACT 2024 4TH ROUND   | 2024年9月8日   |
| ○    | 谷田大輝   | 1R 0:33 TKO（パンチ） | DEEP TOKYO IMPACT 2024 2ND ROUND   | 2024年4月13日  |
| ×    | 吉田優太郎 | 5分2R終了 判定0-3     | DEEP TOKYO IMPACT 2023 7TH ROUND   | 2023年12月10日 |
| ○    | 上谷章     | 5分2R終了 判定3-0     | DEEP OSAKA IMPACT 2023 2ND ROUND   | 2023年7月30日  |
| ×    | 松丸息吹   | 5分2R終了 判定1-2     | DEEP TOKYO IMPACT 2023 4TH ROUND   | 2023年5月28日  |
| ○    | 新垣健二   | 1R 1:36 KO（パンチ）  | DEEP TOKYO IMPACT 2022 3RD ROUND   | 2022年5月29日  |
| ×    | 久保健太   | 5分2R終了 判定0-3     | DEEP NAGOYA IMPACT KOBUDO FIGHT 25 | 2021年7月25日  |
| ×    | 鮎田直人   | 2R 4:51 反則          | DEEP TOKYO IMPACT 2021 1ST ROUND   | 2021年6月18日  |
| ×    | 本田良介   | 5分2R終了 判定0-3     | DEEP TOKYO IMPACT 2021             | 2021年3月13日  |
| ○    | 桜井宇宙   | 5分2R終了 判定3-0     | DEEP 99 IMPACT                     | 2020年11月1日  |
| ×    | 渋谷カズキ | 5分2R終了 判定1-2     | DEEP 95 IMPACT                     | 2020年8月23日  |

### アマチュアキックボクシング
| 勝敗 | 対戦相手   | 試合結果                 | 大会名           | 開催年月日    |
| ○    | としぞう   | 1分3R+延長1R終了 判定5-0 | BreakingDown15   | 2025年3月2日  |
| ○    | 関谷勇次郎 | 2R KO（左ストレート）    | BreakingDown14.5 | 2025年1月25日 |

## 獲得タイトル
- DEEP FUTURE KING TOURNAMENT フライ級優勝（2020年）

### 試合映像
1. ↑  『DEEP95 渋谷カズキVS加藤瑠偉』DEEP チャンネル、2020年。